# أبيل 2667
عنقود معمل النحات المجري أو أبل 2667 (بالإنجليزية:Abell 2667 ) هي تجمع مجرات ترى في اتجاه كوكبة معمل النحات . يبعد هذا العنفود المجري عنا نحو 2و3 مليار سنة ضوئية ويبلغ اتساعه نحو 4و2 مليون سنة ضوئية (بالمقارنة بمجرتنا مجرة درب التبانة يبلغ قطرها نحو 110.000 سنة ضوئية، كما تبعد الشمس عنا نحو 8 دقائق ؛ أي يصلنا ضوء الشمس على الأرض بعد مغادرته الشمس بـ 8 دقالئق). كما يأتي تسمية أبل 2667 من تسجيلها في كتالوج أبل تحت هذا الرقم.
الصورة الموجودة هنا لقطها تلسكوب هابل الفضائي وترى فيها مجرة مذنبية Comet galaxy ؛ وهي مجرة مندفعة تعبر تجمع مجرات معمل النحات بسرعة تبلغ نحو 5و3 مليون كيلومتر في الساعة . ويرى غاز تجمع المجرات ينزع من المجرة المتحركة هذه نجوما فأصبحت تلك النجوم مكونة ذيلا خلف نواة المجرة، مثل ذيل المذنبات.
يعتبر عنقود معمل النحات المجري أحد أشد عناقيد المجرات لمعانا بالنسبة لما يصدر منه من أشعة إكس. ويبلغ أنزياحه الأحمر 23و0 ؛ أي ما يعادل مسافة بينه وبين الأرض تبلغ 2و3 مليار سنة ضوئية. كما له خاصية العمل كعدسة جاذبية ويستغلها الفلكيون في تضخيم مجرات خلفه، أي يقع العنقود المجري بيننا وبين مجرات ورائه وهو يضخمها بما له من حقل جاذبية عظيم، فتبدو ضخمة وأحيانا تبدو مشوّة بعض الشيء حيث تبدو في شكل أقواس.

## اكتشاف مجرة مذنبة
نشرت مجموعة من علماء الفلك في 2 مارس 2007 اكتشافا علميا يخص رصهم بمجرة مذنبة في عنقود معمل النحات .
 وبدو تلك المجرة وقد انتزع المجال الجاذبي لعنقود المجرات بعضا من نجوم تلك المجرة . هذا الاكتشاف يلقي ضوءا على العملية الغريبة التي يُنتزع خلالها بعض نجوم مجرة فيتغير شكلها من مجرة حلزونية غنية بالغاز والغبار إلى مجرة إهليلجية غير منتظمة أو مجرة حلزونية فقيرة في الغاز والغبار خلال مليارات السنين.

## وصلات خارجية
- Hubble Space Telescope
- Spitzer Space Telescope
- NASA picture at APOD
- ESA news

## أقرأ أيضا
- أبل 520
- أبل 370
- كتالوج أبل
- أبل 1689
- أبل 1835
- عنقود الأسد المجري
- عنقود كوما المجري